# Louis de Duras, II conte di Feversham
Louis de Duras, II conte di Feversham (Duras, 1641 – Londra, 19 aprile 1709), è stato un nobile e militare francese naturalizzato britannico che portò anche il titolo francese di marchese di Blanquefort.

## Biografia
Louis era figlio di Guy Aldonce (1605–1665), marchese di Duras e conte di Rozan, della nobile famiglia dei Durfort. Sua madre era Elizabeth de la Tour d'Auvergne, sorella di Henri de La Tour d'Auvergne, visconte di Turenne. Suoi fratelli furono Jacques Henri e Guy Aldonce, entrambi marescialli di Francia.
Nel 1663 si portò in Inghilterra al seguito di Giacomo, duca di York, dopo la restaurazione del re Carlo II e venne naturalizzato cittadino inglese in quello stesso anno. Il 19 gennaio 1673 venne elevato nella paria inglese con il titolo di barone Duras di Holdenby, titolo derivato da una residenza di sua proprietà nel Northamptonshire che egli aveva acquistato dal duca di York. Nel 1676 sposò Mary, figlia e coerede di Sir George Sondes, creato in quell'anno barone Throwley, visconte Sondes e conte di Feversham.
Alla morte del suocero, nel 1677, Duras gli succedette nei suoi titoli con un decreto speciale. Sua moglie morì nel 1679. Venne nominato da Carlo II terzo in comando e colonnello del 1st Regiment of Life Guards, venendo inviato all'estero per importanti missioni diplomatiche, divenendo anche maestro di stalla (1679) e lord ciambellano per la regina Caterina di Braganza (1680). Nel 1682 venne nominato Lord of the Bedchamber e in seguito presenziò alla conversione sul letto di morte del re al cattolicesimo romano.
Sotto Giacomo II Feversham divenne membro del Privy Council e nel 1685 ottenne il comando delle operazioni contro i ribelli guidati dal duca di Monmouth, fatti nei quali si distinse per la sua crudeltà dopo la battaglia di Sedgemoor. Venne ricompensato con l'ammissione a cavaliere dell'Ordine della Giarrettiera e il titolo di colonnello delle Life Guards e nel 1686 con la nomina a comandante dell'esercito assemblato dal re Giacomo a Blackheath.
Dopo la gloriosa rivoluzione Feversham riuscì a riappacificarsi con Guglielmo d'Orange per intercessione della regina vedova, ottenendone anche il patronato del Royal Hospital of St. Catherine presso la Torre di Londra (1698). Morì senza eredi il 19 aprile 1709 e venne sepolto dapprima al Savoy a Strand (Londra), tomba da cui venne spostato il 21 marzo 1740 alla volta dell'abbazia di Westminster.

## Ascendenza
|                                    |                                        |                                      | Genitori                              |  |  | Nonni |  |  | Bisnonni                 |  |  | Trisnonni               |  |
|                                    |                                        |                                      |                                       |  |  |       |  |  | 8. Symphorien de Durfort |  |  | 16. François de Durfort |  |
|                                    |                                        |                                      |                                       |  |  |       |  |  | 8. Symphorien de Durfort |  |  | 16. François de Durfort |  |
|                                    |                                        | 17. Catherine de Gontaut Biron       |                                       |  |  |       |  |  | 8. Symphorien de Durfort |  |  |                         |  |
| 4. Jacques de Durfort              |                                        |                                      |                                       |  |  |       |  |  | 8. Symphorien de Durfort |  |  |                         |  |
|                                    |                                        | 9. Barbe Cauchon de Maupas           | 18. Thierry Cauchon de Maupas         |  |  |       |  |  |                          |  |  |                         |  |
|                                    |                                        | 9. Barbe Cauchon de Maupas           | 18. Thierry Cauchon de Maupas         |  |  |       |  |  |                          |  |  |                         |  |
|                                    |                                        | 9. Barbe Cauchon de Maupas           | 19. Adriana Barbe de Bossut-Longueval |  |  |       |  |  |                          |  |  |                         |  |
| 2. Guy Aldonce I de Durfort        |                                        | 9. Barbe Cauchon de Maupas           |                                       |  |  |       |  |  |                          |  |  |                         |  |
|                                    |                                        | 10. Jacques II de Montgommery        | 20. Gabriel I de Montgommery          |  |  |       |  |  |                          |  |  |                         |  |
|                                    |                                        | 10. Jacques II de Montgommery        | 20. Gabriel I de Montgommery          |  |  |       |  |  |                          |  |  |                         |  |
|                                    |                                        | 10. Jacques II de Montgommery        | 21. Isabelle de La Touche             |  |  |       |  |  |                          |  |  |                         |  |
| 5. Marguerite de Montgommery       |                                        | 10. Jacques II de Montgommery        |                                       |  |  |       |  |  |                          |  |  |                         |  |
|                                    |                                        | 11. Péronelle de Champagne           | …                                     |  |  |       |  |  |                          |  |  |                         |  |
|                                    |                                        | 11. Péronelle de Champagne           | …                                     |  |  |       |  |  |                          |  |  |                         |  |
|                                    |                                        | 11. Péronelle de Champagne           | …                                     |  |  |       |  |  |                          |  |  |                         |  |
| 1. Louis de Duras                  |                                        | 11. Péronelle de Champagne           |                                       |  |  |       |  |  |                          |  |  |                         |  |
|                                    | 12. François III de La Tour d'Auvergne | 24. François II de La Tour           |                                       |  |  |       |  |  |                          |  |  |                         |  |
|                                    | 12. François III de La Tour d'Auvergne | 24. François II de La Tour           |                                       |  |  |       |  |  |                          |  |  |                         |  |
|                                    | 12. François III de La Tour d'Auvergne | 25. Anne de La Tour d'Auvergne       |                                       |  |  |       |  |  |                          |  |  |                         |  |
| 6. Henri de La Tour d'Auvergne     | 12. François III de La Tour d'Auvergne |                                      |                                       |  |  |       |  |  |                          |  |  |                         |  |
|                                    |                                        | 13. Eléonore de Montmorency          | 26. Anne de Montmorency               |  |  |       |  |  |                          |  |  |                         |  |
|                                    |                                        | 13. Eléonore de Montmorency          | 26. Anne de Montmorency               |  |  |       |  |  |                          |  |  |                         |  |
|                                    |                                        | 13. Eléonore de Montmorency          | 27. Maddalena di Savoia               |  |  |       |  |  |                          |  |  |                         |  |
| 3. Élisabeth de La Tour d'Auvergne |                                        | 13. Eléonore de Montmorency          |                                       |  |  |       |  |  |                          |  |  |                         |  |
|                                    |                                        | 14. Willem I van Oranje              | 28. Willem I van Nassau-Dillenburg    |  |  |       |  |  |                          |  |  |                         |  |
|                                    |                                        | 14. Willem I van Oranje              | 28. Willem I van Nassau-Dillenburg    |  |  |       |  |  |                          |  |  |                         |  |
|                                    |                                        | 14. Willem I van Oranje              | 29. Juliana zu Stolberg               |  |  |       |  |  |                          |  |  |                         |  |
| 7. Elisabeth van Nassau            |                                        | 14. Willem I van Oranje              |                                       |  |  |       |  |  |                          |  |  |                         |  |
|                                    |                                        | 15. Charlotte de Bourbon-Montpensier | 30. Louis III de Montpensier          |  |  |       |  |  |                          |  |  |                         |  |
|                                    |                                        | 15. Charlotte de Bourbon-Montpensier | 30. Louis III de Montpensier          |  |  |       |  |  |                          |  |  |                         |  |
|                                    |                                        | 15. Charlotte de Bourbon-Montpensier | 31. Jacqueline de Longwy              |  |  |       |  |  |                          |  |  |                         |  |
|                                    |                                        | 15. Charlotte de Bourbon-Montpensier |                                       |  |  |       |  |  |                          |  |  |                         |  |